# 1800
Cette page concerne l'année 1800  du calendrier grégorien. Pour l'année 1800 av. J.-C., voir 1800 av. J.-C. Pour le nombre 1800, voir 1800 (nombre).
L'année 1800 est une année séculaire et une année commune qui commence un mercredi.

## Événements
- 10 janvier : le missionnaire baptiste William Carey rejoint la colonie danoise de Serampore au Bengale, en Inde, où il fonde une imprimerie[1]. Entre 1820 les Baptistes traduisent le Nouveau Testament en bengali, sanskrit, hindi, marathi, pendjabi, gujarati etc.[2].

- 24 janvier : Kléber, par la Convention d’El-Arich, accepte de renoncer à l’occupation de l’Égypte, mais l’intransigeance de la Grande-Bretagne l’oblige à revenir sur sa décision[3].

- 20 mars, campagne d'Égypte : Kléber repousse une armée turque à la bataille d’Héliopolis[3].
- 20 mars - 21 avril : deuxième révolte de la population du Caire contre l’occupation française, durement réprimée[4].

- 5 avril : les Britanniques s’emparent de l’île de Gorée au Sénégal[5].

- Mai : le pacha de Tripoli, Youssef Karamanli déclare la guerre à la Suède (fin en janvier 1801)[6].

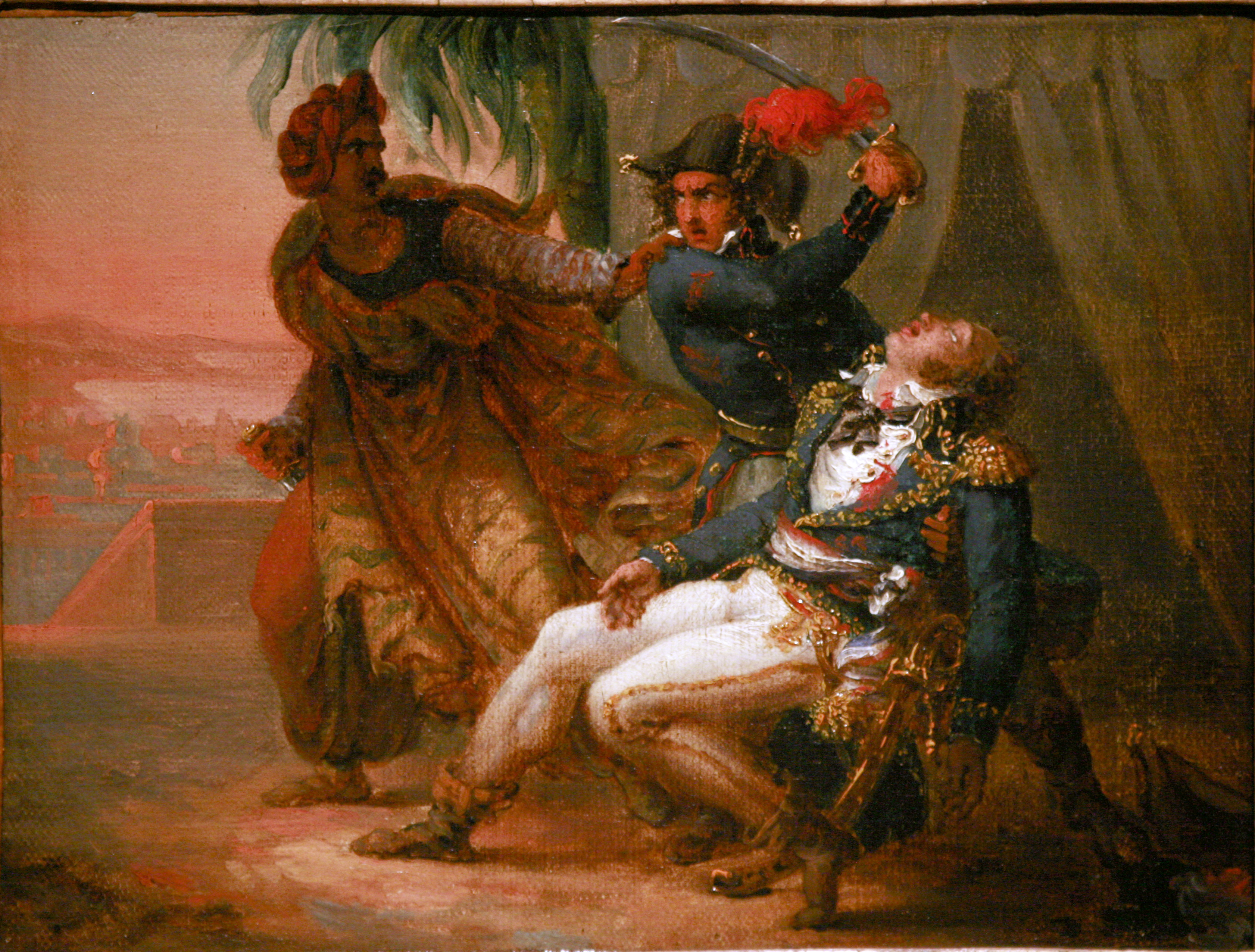
14 juin : assassinat de Kleber.

- 14 juin : Kléber est assassiné par le janissaire Souleiman El Alepi[3]. Le général Menou lui succède. Marié à une Égyptienne et converti à l’islam, il développe l’agriculture et les travaux d’irrigation.

- 23 août : une flotte britannique apparaît devant Batavia mais se retire faute de troupes de débarquement après avoir incendié quelques maisons et détruit des bateaux dans la rade[7].

- Été : une flotte de pirates vietnamiens est détruite par un typhon sur les côtes du Zhejiang, en Chine du sud[8].

- 30 septembre : arrivée en Sierra Leone de 525 esclaves révoltés (Maroons) de Jamaïque via la Nouvelle-Écosse. Ils participent à la répression de la révolte des colons loyalistes noirs (Nova Scotians)[9].

- 19 octobre : un violent cyclone ravage l’embouchure du Kistna, en Inde[10].
- 24 octobre, Inde : protectorat britannique sur le nizâm d’Hyderabad[11].

- Début du règne d’Alim, khan de Kokand (fin en 1809)[12]. Le khanat de Kokand annexe Tachkent (1808) et Turkestan (1814) et impose sa domination à 78 000 tentes kazakhs.

- Début du règne de Ntare Rugamba, roi du Burundi (fin en 1850)[13].

- Un décret renouvelle l’interdiction d’importer de l’opium en Chine, après ceux de 1729 et 1796. Le commerce britannique de l’opium continue par Macao et le Huangpu, puis l’île de Lintin après 1821[14]. Le commerce avec la Chine devient excédentaire pour la Grande-Bretagne.

### Amérique
- 22 mai : Alexander von Humboldt reconnaît le canal de Casiquiare qui fait le lien entre les bassins de l’Amazone et de l’Orénoque par le río Negro[15].

- 4 juillet : création du territoire de l'Indiana[16].

- 11 septembre : les Britanniques prennent Curaçao[17].
- 30 septembre : traité de Mortefontaine, convention signée entre la France et les États-Unis terminant la quasi guerre (ratifié le 21 décembre 1801)[18].

- 1er octobre : la France récupère de l'Espagne le territoire américain de Louisiane par le traité secret de San Ildefonso[19].

### Europe
- 15 janvier et 28 mars : l'Acte d'Union de l'Irlande au Royaume-Uni est voté par les parlements britannique et irlandais[20]. Préparé par Pitt, il donne aux Irlandais une représentation à Westminster, afin qu’ils prennent part aux débats les concernant. Il entre en vigueur le 1er janvier 1801, et supprime le Parlement de Dublin en échange de la création de 95 députés et 22 pairs irlandais au sein du Parlement du « Royaume-Uni de Grande-Bretagne et d’Irlande ». George III du Royaume-Uni s’oppose à l’émancipation des catholiques promise par Pitt.

- 18 février : défaite navale française à la bataille du convoi de Malte[21].

- 21 mars :
  - élu le 14 mars, le cardinal Barnaba Chiaramonti devient pape sous le nom de Pie VII[22]. Fin du pontificat en 1823 ;
  - la Russie et l’Empire ottoman, s’entendent, dans une convention signée à Constantinople pour former la « République fédérative des Sept-Îles », nom donné à l’entité regroupant sept îles de la mer Ionienne (anciennement vénitiennes), situées entre la Grèce et l’Italie, que la France s’était attribuées au traité de Campo-Formio en 1797[23].

- 20 avril : début du siège de Gênes, occupée le 5 juin par les Autrichiens après la reddition de Masséna[24].

- 3 mai : 
  - victoire de Claude Jacques Lecourbe à la bataille de Stockach[25] ;
  - victoire de Moreau à la bataille d'Engen[25].
- 4 et 5 mai : victoire française à la bataille de Moesskirch[25].
- 6 mai : Campagne du Var. Les Autrichiens franchissent le Col de Tende et occupent la région de Nice[26]. Chateaubriand, de retour de son exil Londonien, débarque à Calais pour rejoindre Paris.
- 15 - 20 mai : Napoléon Bonaparte traverse les Alpes au col du Grand-Saint-Bernard[27]. Début de la campagne de Bonaparte en Italie.
- 29 mai : Nice est reprise par les Français du général Suchet après le reflux des Autrichiens[28].

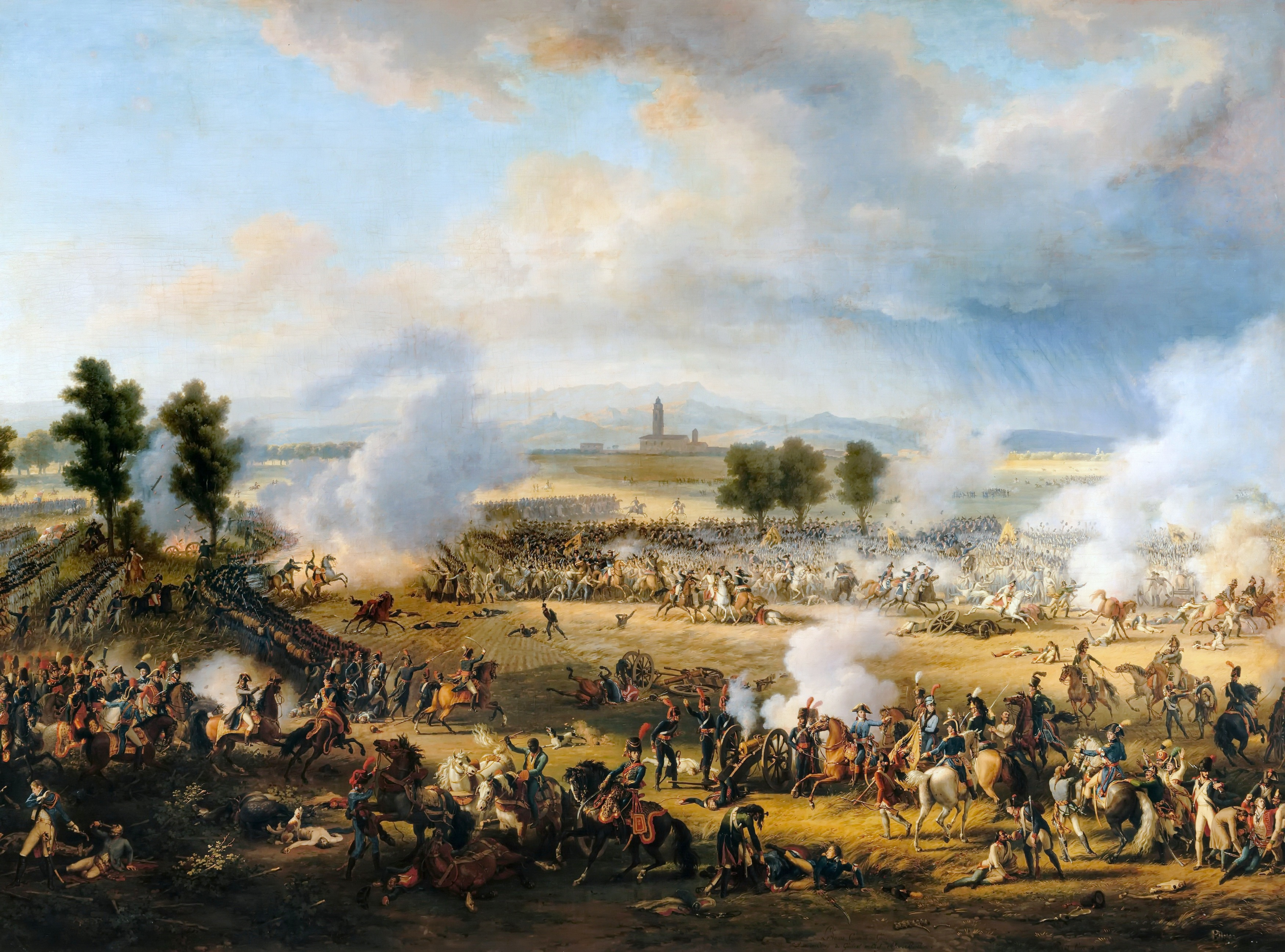
14 juin : bataille de Marengo

- 14 juin : difficile victoire de Bonaparte et de Desaix à la bataille de Marengo contre l'armée autrichienne[28].
- 16 juin : suspension d’arme entre la France et l’Autriche en Italie[29].
- 19 juin : l'armée française commandée par Moreau bat les Autrichiens à la bataille d'Höchstädt[30].

- 15 juillet : armistice signé à Munich entre l’armée du Rhin et l’armée autrichienne[29].

- 24 août : combat naval de Malte[31].

- 5 septembre : Vaubois capitule. Malte, qui était occupée par les Français, est conquise par les troupes britanniques[32].

- 22 novembre : reprise des hostilités en Allemagne[33].

- 1er décembre : victoire autrichienne à la bataille d'Ampfing[33].
- 3 décembre : l'armée française de Moreau inflige une défaite aux troupes autrichiennes à la bataille de Hohenlinden[33].
- 13 décembre : Mariano Luis de Urquijo est destitué. Le ministre Manuel Godoy revient au pouvoir en Espagne[34].
- 16 et 18 décembre : renouvellement de la convention de neutralité armée de 1780 signée à Saint-Pétersbourg entre la Russie, la Suède, le Danemark et la Prusse[35].

- Mauvaises récoltes provoquant des émeutes frumentaires au Royaume-Uni (1800-1801)[36].

#### Russie
- Mars : réforme militaire : autonomie administrative de l’artillerie[37].

- 18 avril : décret interdisant l’introduction de tous les livres étrangers[38].

- 14 mai (2 mai du calendrier julien) : les membres élus des tribunaux de la noblesse sont remplacés par des fonctionnaires[39].

- Juillet : la France libère et renvoie les prisonniers russes[40].

- 4 septembre (23 août du calendrier julien) : règlements remplaçant les municipalités électives par des « hôtel de ville » dirigés par des fonctionnaires de l’État[41].

- 14 octobre (2 octobre du calendrier julien) : Rostoptchine propose au tsar une alliance avec la France contre la Grande-Bretagne[42] en vue d’un partage de l’empire ottoman.
- 27 octobre : avec l’accord du métropolite de Moscou, l’édit de tolérance du 12 mars 1798 est étendu à l’ancienne capitale, où les vieux-croyants peuvent désormais s’installer[43].

- 17 novembre (5 novembre du calendrier julien) : rencontre de Paul Ier avec le duc de Serracapriola, ambassadeur des Deux-Siciles. Le tsar se déclare favorable à une réunion des deux Églises[44].

- 16 décembre (4 décembre du calendrier julien) : signature de traités entre la Russie, la Prusse, la Suède et le Danemark qui renouvellent le système de « neutralité armée » de 1780[42].
- 21 décembre (9 décembre du calendrier julien) : appel de Bonaparte à Paul Ier pour un rapprochement franco-russe[42].

## Naissances en 1800
- 1er janvier : Václav Emanuel Horák, compositeur et musicien d'église tchèque († 3 septembre 1871).
- 7 janvier :
  - Millard Fillmore, futur président des États-Unis († 8 mars 1874).
  - Moritz-Daniel Oppenheim, peintre allemand († 26 février 1882).
- 12 janvier : Eugène Lami, peintre, aquarelliste, illustrateur, lithographe et décorateur français († 19 décembre 1890).
- 24 janvier : Edwin Chadwick, homme politique britannique († 6 juillet 1890).
- 27 janvier : Evelyn Denison, homme d'État britannique († 7 mars 1873).

- 1er février : Brian Houghton Hodgson, servant civile, ethnologiste et naturaliste britannique († 23 mai 1894).
- 6 février : Achille Devéria, peintre français († 23 décembre 1857).
- 12 février : John Edward Gray, zoologiste britannique († 7 mars 1875).
- 23 février : William Jardine, naturaliste britannique († 21 novembre 1874).

- 3 mars :
  - Heinrich Georg Bronn, géologue allemand († 5 juillet 1862).
  - François Meuret, peintre miniaturiste français († 5 juillet 1887).
- 4 mars : Wilhelm Brücke, peintre prussien († 1er avril 1874).
- 13 mars : Moustapha Reschid Pacha, homme d'État et diplomate ottoman († 7 janvier 1858).
- 15 mars : Adolphe Roger, peintre français († 22 février 1880).
- 18 mars : Claude Gay Mouret, botaniste français († 29 novembre 1873).
- 21 mars :
  - Alfred Johannot, peintre et graveur français († 7 décembre 1837).
  - Francesco Podesti, peintre italien († 10 février 1895).
- 28 mars : Johann Georg Wagler, herpétologiste et ornithologue allemand († 23 août 1832).
- 30 mars : Giuseppe Molteni, peintre italien († 11 janvier 1867).
- 31 mars : Félix Auvray, peintre, écrivain et caricaturiste français († 11 septembre 1833).

- 24 avril : Georg Hellmesberger I, violoniste, chef d'orchestre et compositeur autrichien († 16 août 1873).

- 1er mai : Sophie Doin, écrivaine française († 14 décembre 1846).
- 3 mai : Eugénie Desjobert, philanthrope française († 22 février 1880).
- 5 mai : Louis Hachette, éditeur français († 31 juillet 1864).
- 15 mai : Charles Jeanne, meneur (français) des barricades de Saint-Merry († 11 juillet 1837).
- 17 mai : Carl Friedrich Zöllner, compositeur et un chef de chœur allemand († 25 septembre 1860).
- 30 mai : Henri de Bonnechose, cardinal français, archevêque de Rouen († 28 octobre 1883).

- 13 juin : Aristide Dethier, industriel, diplomate et homme politique belge († 25 février 1871).
- 16 juin : Charles-Michel Billard, pionnier français de la pathologie infantile († 21 janvier 1832).
- 30 juin : Louis-Pierre Spindler, peintre, illustrateur et dessinateur français († 13 mai 1889).

- 26 juillet : Octave Tassaert, peintre et illustrateur français († 24 avril 1874).

- 15 août : Édouard d'Huart, homme politique belge († 5 novembre 1884).
- 17 août : Charles Rogier, homme politique belge († 27 mai 1885).

- 1er septembre : Giuseppe Gabriel Balsamo-Crivelli, naturaliste italien († 15 novembre 1874).
- 22 septembre : George Bentham, botaniste britannique († 10 septembre 1884).
- 29 septembre : Laure Surville, femme de lettres française († 4 janvier 1871).
- 23 octobre : Henri Milne-Edwards, zoologiste français († 29 juillet 1885).

- 16 décembre : Carl von Bodelschwingh, homme politique prussien († 10 mai 1873).
- 25 décembre :
  - Alexandre-Hippolyte Goblin, musicien français († 6 mars 1879).
  - John Phillips, géologue britannique († 24 avril 1874).
- 26 décembre : Augustin-Désiré Pajou, peintre français († 29 mars 1878).

- Date inconnue :
  - Mestfa Ben Brahim, musicien et poète algérien († 1867).
  - Antonio Porcelli, peintre italien († 31 décembre 1870).
  - Richard Spurr, ébéniste et homme politique britannique († janvier 1855).
  - Pedro Nolasco Vergara Albano, avocat, gouverneur et agriculteur chilien († 23 septembre 1867).

- Vers 1800 :
  - Katsushika Ōi, artiste japonaise de Ukiyo-e († vers 1866).
  - Achille Leonardi, peintre italien († 1870).

## Décès en 1800
- 22 janvier : Marguerite Lecomte, pastelliste française (° 15 avril 1717).
- 27 janvier : Costillares (Joaquín Rodríguez), matador espagnol (° 20 juillet 1743).

- 18 mars : Oronzo Tiso, peintre italien de l'école baroque napolitaine (° 18 mars 1729).

- 11 avril : Louis François Boisrond-Jeune, homme politique français, député de Saint-Domingue (° 16 décembre 1753).
- 19 avril :  Jean-Antoine Marbot, général et homme politique français (° 7 décembre 1754).
- 25 avril : Israel Acrelius, pasteur et missionnaire luthérien suédois (° 4 décembre 1714).

- 7 mai : Niccolò Vito Piccinni, compositeur italien (° 16 juin 1728).
- 10 mai : Jacques Mallet du Pan, journaliste suisse d’expression française (° 5 novembre 1749).
- 18 mai : Alexandre Souvorov, général russe (° 13 novembre 1730).

- 14 juin :
  - Louis Charles Antoine Desaix, général en chef français (° 17 août 1768).
  - Jean-Baptiste Kléber, général en chef français (° 9 mars 1753).
- 21 juin : John Rutledge, homme d'État américain (° 17 septembre 1739).
- 27 juin : Théophile-Malo de La Tour d'Auvergne-Corret, militaire celtisant français (° 23 novembre 1743).

- 19 juillet : Luis de las Casas y Arragorri, gouverneur-général espagnol de Cuba (° 25 août 1745).

- 10 septembre :
  - Johann David Schoepff, zoologiste, botaniste et médecin allemand (° 8 mars 1752).
  - Johann Christoph von Wöllner, pasteur et homme d'État prussien (° 19 mai 1732).
- 22 septembre : Dominique de La Rochefoucauld, cardinal français, archevêque de Rouen (° 26 septembre 1713).

- 5 décembre : Carlo Frigerio, peintre italien (° 5 avril 1763).
- 20 décembre : Jean-Baptiste Grosson, notaire et historien français du XVIIIe siècle (° 20 août 1733).

- Date inconnue :
  - André Antoine Pierre Le Gentil, dit Dom Le Gentil, religieux cistercien français (° 1725).
  - Antonio Sarnelli, peintre italien (° 17 janvier 1712).